# Jason Kreis
Jason Clarence Kreis (* 29. Dezember 1972 in Omaha, Nebraska) ist ein ehemaliger US-amerikanischer Fußballspieler und heutiger Fußballtrainer.
Er verbrachte die meiste Zeit seiner Spielerkarriere in der Major League Soccer, wo er für Dallas Burn und Real Salt Lake auf dem Platz stand. Insgesamt absolvierte er 305 Spiele in der MLS und erzielte dabei 108 Tore. Kreis steht aktuell an achter Stelle der ewigen Torschützenliste der MLS, die er vom 3. Oktober 2006 bis 19. Mai 2007 sogar anführte.

## Jugend und College
Jason Kreis wuchs in Mandeville im Bundesstaat Louisiana auf. Dort besuchte er die Mandeville High School und spielte in der dortigen Fußballmannschaft. Er war einer der Führungsspieler der Mannschaft und nahm regelmäßig an den Class 5A state soccer Turnieren teil. Neben seiner Tätigkeit für die Highschool-Mannschaft spielte er auch für die Baton Rouge United Jags. Mit der Mannschaft konnte er 1991 den renommierten Capital Cup in Washington, D.C. gewinnen.
Nach seiner Highschoolzeit studierte Kreis an der Duke University in Durham, North Carolina. Für die Duke Blue Devils stand er bei jedem Spiel auf dem Platz.

## Vereinskarriere
Ab 1994 spielte er bei den Raleigh Flyers. Die Mannschaft aus Raleigh in North Carolina spielte damals in der United States Interregional Soccer League, Vorgänger der United Soccer Leagues.
Als 1996 die Major League Soccer ihre erste Saison spielte, stand Kreis für Dallas Burn auf dem Platz. Er erzielte auch das erste Tor in der Geschichte des Vereins. Insgesamt spielte Kreis acht Jahre bei dem 2006 in FC Dallas umbenannten Verein. Nach der Saison 2004 verließ er die Mannschaft. Zu diesem Zeitpunkt war er der erfolgreichste Spieler in der Geschichte des MLS-Franchises aus Frisco.
Am 17. November 2004 wurde wechselte Kreis zu Real Salt Lake. Der Verein aus Salt Lake City wurde damals neues Franchise der MLS. Auch hier erzielte Kreis das erste Tor in der Geschichte des Vereins. Er ist damit der einzige Spieler in der Geschichte der MLS dem es gelang zweimal das erste Tor zu erzielen. Am 13. August 2005 schoss er als erster Spieler das 100. Ligator.
Am 3. Mai 2007 gab er seinen Rücktritt als aktiver Spieler bekannt.

## Trainerkarriere
Nach Beendigung seiner Laufbahn als Spieler übernahm er das Traineramt bei Real Salt Lake. Er war mit 34 Jahren der jüngste Trainer in Major League Soccer. Er führte die Mannschaft bislang zweimal in Play-offs und gewann 2009 den MLS Cup. Beim MLS Cup 2013 unterlag er mit seiner Mannschaft im Finale gegen Sporting Kansas City.
Am 11. Dezember 2013 wurde bekannt, dass Kreis ab der Saison 2015 Trainer des neuen MLS-Franchises New York City FC wird. Hierfür schlug er ein Angebot zur Vertragsverlängerung bei Real Salt Lake aus. Ab dem 1. Januar 2014 wird er seine Arbeit bei dem neuen Klub aufnehmen und erstmal bei Manchester City hospitieren. Kreis wurde nach seiner ersten Saison bei den New Yorkern wieder entlassen, da die Mannschaft nicht die Play-offs erreichen konnte.
Im Juli 2016 übernahm Kreis das MLS-Team von Orlando City. Mitte Juni 2018 trennte sich das Franchise von ihm.
Im Januar 2019 wurde Kreis Leiter der Akademie des MLS-Franchises Inter Miami. Im März 2019 wurde Kreis zusätzlich Cheftrainer der US-amerikanischen U23-Nationalmannschaft. Mitte Februar 2020 übernahm Kreis auch den Fort Lauderdale CF, das Farmteam von Inter Miami aus der USL League One, als Cheftrainer.

## Nationalmannschaft
Sein erstes Länderspiel für die USA machte der Stürmer 1996 gegen El Salvador. In seinen insgesamt 14 Länderspielen erzielte er ein Tor.